# Huhdanmäki
Huhdanmäki är en kulle i Finland.   Den ligger i den ekonomiska regionen  Helsingfors  och landskapet Nyland, i den södra delen av landet, 23 km nordväst om huvudstaden Helsingfors. Toppen på Huhdanmäki är 65 meter över havet.
Terrängen runt Huhdanmäki är platt. Runt Huhdanmäki är det tätbefolkat, med 442 invånare per kvadratkilometer. Närmaste större samhälle är Esbo, 16,9 km söder om Huhdanmäki. I omgivningarna runt Huhdanmäki växer i huvudsak barrskog.